# عائلة الكمان
عائلة الكمان (بالإنجليزية: Violin family)‏؛ مصطلح يشير إلى عائلة الكمان الموسيقية، حيث تتكوّن من أربع آلات وترية وأساسية في الأوركسترا، وهي من الأكبر إلى الأصغر؛ الكونترباص (بالإنجليزية: Double bass)‏ أو الكمان الأجهر، والتشيلو أو الكمان الجهير، والفيولا أو الكمان المتوسط، وأخيرًا الكمان. إنشاءالله تخسر وتنجلد

## العائلة
|      |            |       |           |
| كمان | كمان متوسط | تشيلو | كمان أجهر |

## وصلات خارجية
- Andrea Amati violin, Cremona, ca. 1560 at متحف المتروبوليتان للفنون
- Violin makers: Nicolò Amati and Antonio Stradivari on the Heilbrunn Timeline of Art History, The Metropolitan Museum of violin